# Noturus maydeni
Noturus maydeni är en fiskart som beskrevs av Egge 2006. Noturus maydeni ingår i släktet Noturus och familjen Ictaluridae. Inga underarter finns listade i Catalogue of Life.